# ABBA Voyage

ABBA Voyage Logo

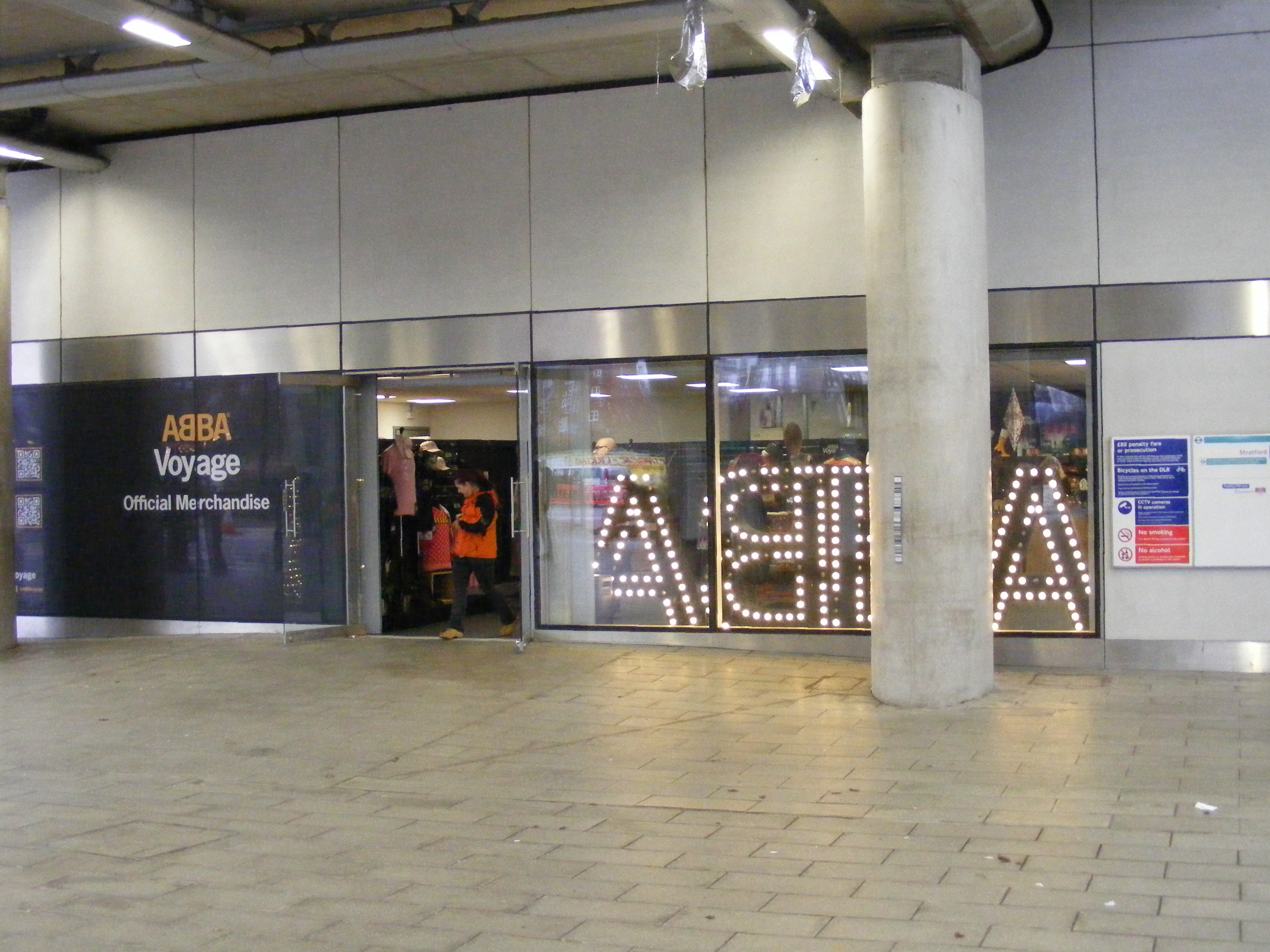
ABBA Voyage Laden an der Pudding Mill Lane Station

ABBA Voyage ist ein virtuelles Konzert der schwedischen Popgruppe ABBA. Bei den Konzerten treten virtuelle Avatare (genannt „ABBAtars“) auf, die die Gruppe so darstellen, wie sie 1979 auftrat, und verwenden Gesang, der von der Gruppe in einem schwedischen Studio speziell für diese Show neu aufgenommen wurde, begleitet von einer Live-Instrumentalband auf der Bühne. Die Konzerte finden seit dem 27. Mai 2022 in der ABBA-Arena an der DLR-Station Pudding Mill Lane statt, einem eigens dafür errichteten Veranstaltungsort in der Nähe des Queen Elizabeth Olympic Park in London. Die Halle hat eine Kapazität von 3.000 Zuschauern. Tägliche Konzerte, sowie wöchentliche Matineen, sind bis Januar 2026 geplant, mit der Option der Verlängerung bis April 2026, wenn die Genehmigung für die ABBA-Arena ausläuft, um Platz für Wohnbebauung auf dem Gelände zu schaffen. Michael Bolingbroke, Abba Voyage executive Producer, geht von einer noch längeren Laufzeit in der transportablen Halle aus.

## Entstehung
ABBA hatte sich im Dezember 1982 inoffiziell aufgelöst und trotz des erneuten Interesses an der Band ab den 1990er Jahren, nach dem weltweiten Erfolg ihres Greatest Hits-Albums ABBA Gold, dem Musical Mamma Mia! und dessen Verfilmung, hatten sich die Mitglieder wiederholt geweigert, sich wieder zu formieren. Berichten zufolge lehnten sie im Jahr 2000 ein Angebot von 1 Milliarde Dollar für einen erneuten Auftritt ab. 2008 sagte Björn Ulvaeus dem Sunday Telegraph: „Wir werden nie wieder auf der Bühne stehen. Es gibt einfach keine Motivation, uns neu zu formieren.“ Er wiederholte diese Aussage 2014 in einem Interview anlässlich der Veröffentlichung von ABBA: The Official Photo Book.

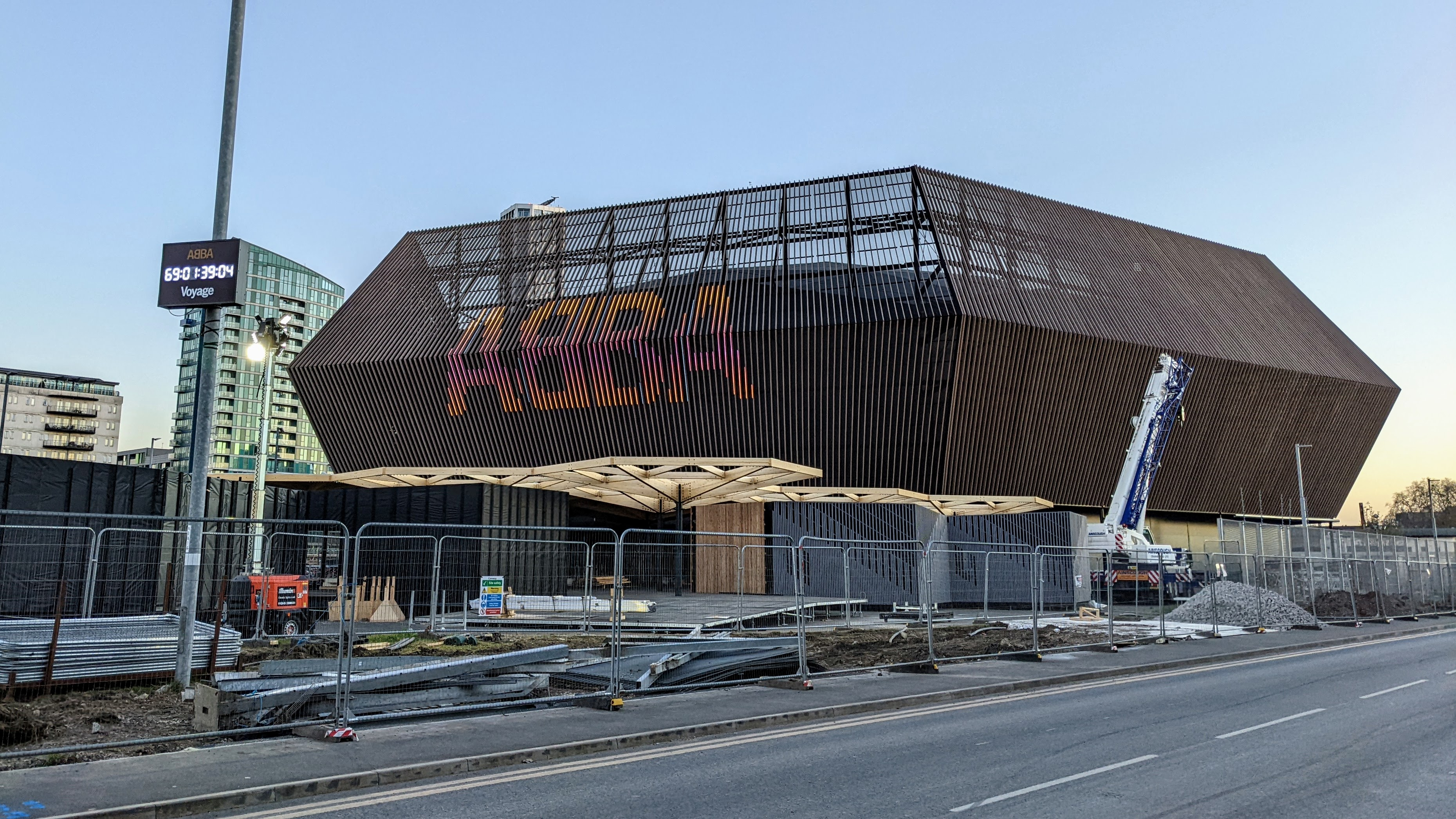
ABBA Arena

2016 berichteten amerikanische Medien, dass der britische Unternehmer Simon Fuller mit seiner Idee an ABBA herangetreten war, mit Hilfe neuer Technologie ein Virtual-Reality-ABBA zu schaffen.
Im November desselben Jahres wurde Fuller bei einem Treffen mit ABBA in London fotografiert. Im September 2017 erzählte Benny Andersson der schwedischen Zeitung Expressen, dass es Pläne für eine „virtuelle“ ABBA-Tournee mit digitalen Avataren der Gruppe gäbe. Ulvaeus sagte der BBC, dass die Idee der Band von Simon Fuller vorgeschlagen worden sei. Im April 2018 gaben die vier Mitglieder eine Erklärung ab, in der sie sagten, dass sie sich während der Vorbereitungen für die Tournee im Studio neu gruppiert und zwei neue Lieder mit den Titeln „I Still Have Faith in You“ und „Don't Shut Me Down“ aufgenommen hätten.
lm August 2019 wurde der britische Regisseur Baillie Walsh für das Projekt engagiert. ABBA hatten vorher eine audiovisuelle Begleitung zu Voyage, hatten Ideen mit dem schwedischen Chernobyl-Regisseur Johan Renck und den Produzenten Svana Gisla und Ludvig Andersson (dem Sohn von Benny Andersson) geplant. Es war jedoch Walsh, der die Idee für lebensgroße Avatare hatte, denn er wollte eine Konzert-Atmosphäre erzeugen.
Am 26. August 2021 wurde die „ABBA Voyage“-Webseite abbavoyage.com online gestellt, was auf die Ankündigung eines neuen Projekts eine Woche später hinwies. Am 2. September 2021 bestätigte eine weltweit übertragene Pressekonferenz aus dem Queen Elizabeth Olympic Park im Osten Londons, dass die virtuellen Konzerte ab dem 27. Mai 2022 in London stattfinden würden. Außerdem wurde angekündigt, dass ein neues ABBA-Album, Voyage, am 5. November erscheinen würde. Das neue Album würde zehn Songs enthalten, darunter die bereits angekündigten „I Still Have Faith in You“ und „Don't Shut Me Down“. Des Weiteren wurden die 2018 aufgenommenen Singles erstmals veröffentlicht. ABBA präsentierten zudem ihre Hologramm-Tour, die im Mai 2022 startete. Die Singles und Hologramme hätten bereits Dezember 2018 im Rahmen einer NBC- und BBC-Livesendung präsentiert werden sollen. Wegen technischer Probleme und zuletzt wegen der COVID-19-Pandemie verzögerte sich die Veröffentlichung.
Bei den Konzerten sollte eine 10-köpfige Live-Band zusammen mit den Avataren der Gruppe 22 ABBA-Songs spielen. Die Live-Band wurde von James Righton von den Klaxons ausgewählt und Little Boots am Keyboard beinhalten. Beide waren auch an den Aufnahmen des Albums Voyage beteiligt.

## Produktion
Die digitalen Versionen der vier Mitglieder von ABBA wurden mit Motion-Capture- und Performance-Techniken von rund 850 Mitarbeitern des Special Effects-Unternehmens von George Lucas, Industrial Light & Magic erstellt. ABBA trug Motion-Capture-Anzüge für die Dreharbeiten und wurde fünf Wochen lang bei der Aufführung eines Sets mit 22 Liedern gefilmt. Es wurden etwa 160 Motion-Capture-Kameras verwendet. Die Choreografie basiert auf den echten Bewegungen der Bandmitglieder, die aber von jüngeren Körperdoubles aufgenommen wurden.

Die digitale Band, die den ursprünglich aufgenommenen Gesang der Lieder verwendet, wird auf der Bühne von einer Live-Instrumentalband begleitet.

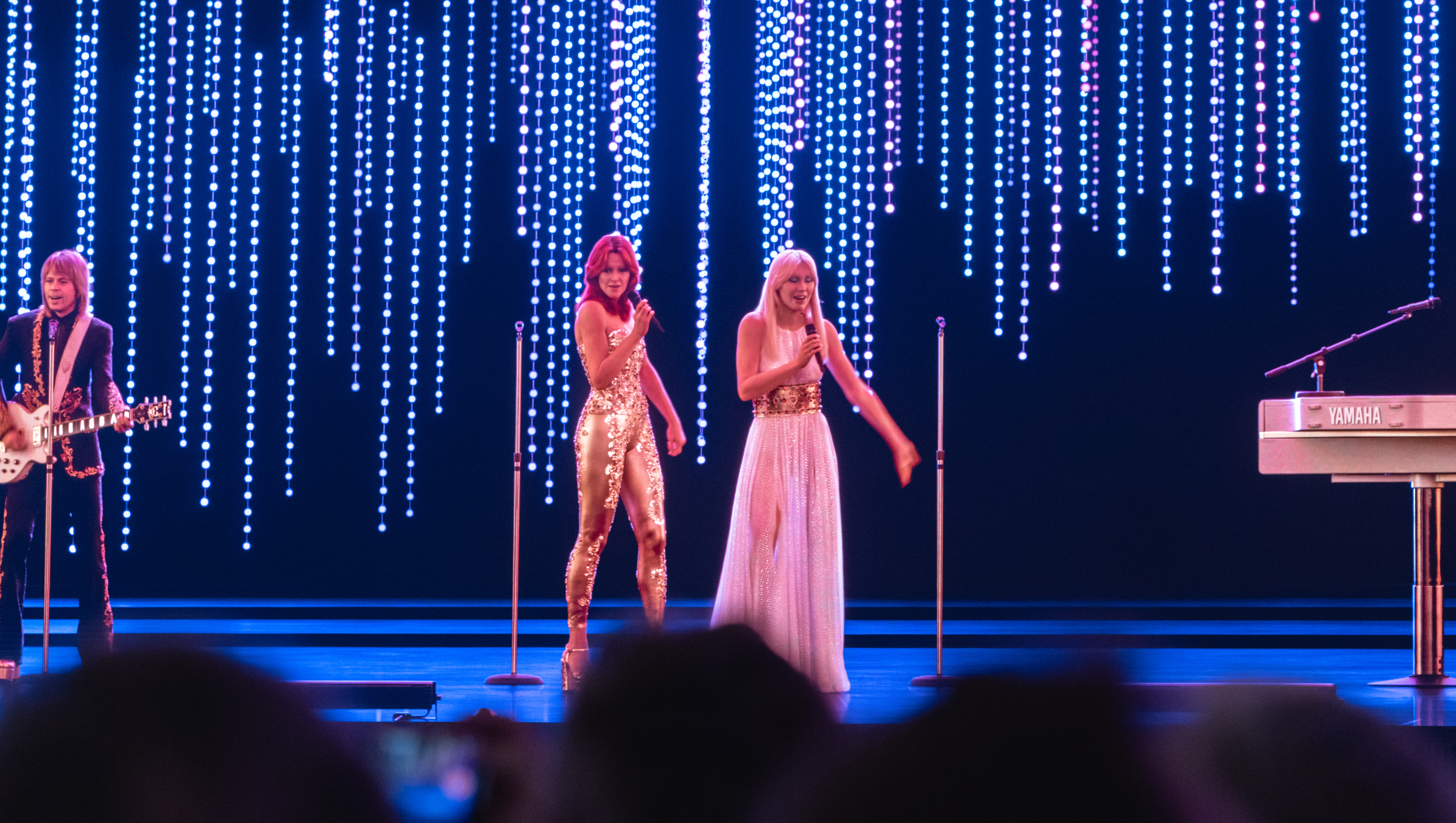
ABBA Voyage-Premiere in der ABBA Arena London, 27. Mai 2022

Das ABBA Voyage-Konzert wird von Svana Gisla und Ludvig Andersson, Regisseur Baillie Walsh, Co-Produzent Johan Renck und Choreograph Wayne McGregor produziert. Pophouse, ein schwedisches Unterhaltungsunternehmen, ist Mitentwickler und Hauptinvestor des Projekts. Laut mehreren Medienberichten ist das Projekt mit einem Budget von 175 Millionen Dollar eines der teuersten Live-Musik-Erlebnisse der Geschichte. Die Show wurde bei den 21. Visual Effects Society Awards in zwei Kategorien nominiert und verlor in der Kategorie Outstanding Virtual Cinematography in a CG Project gegen den Science-Fiction-Film Avatar: The Way of Water, gewann aber in der Kategorie Outstanding Visual Effects in a Special Venue Project.

## Beteiligte
Die Beteiligten wurden, wenn nicht anders angegeben, von Vogue, NME und Industrial Light & Magic übernommen.
ABBA:
- Agnetha Fältskog
- Björn Ulvaeus
- Benny Andersson
- Anni-Frid Lyngstad

Band:
- James Righton – Bandbesetzung
- Sarah Burrell – Keyboards, Synthesizer
- Victoria Hesketh – Keyboards, Synthesizer[32]
- Dom John – Gitarre
- Anna Kirby – Saxophon
- Tuca Milan – Schlagzeug
- Eoin Rooney – Gitarre[33]
- Victoria Smith – Schlagzeug[34]
- Joe Stoddart – Bass[35]
- Rachel Clark – Backgroundgesang[36]
- Amina Gichinga – Backgroundgesang[36]
- Grace Barrett – Backgroundgesang[37]

Produktion:
- Svana Gisla – Produzentin
- Ludvig Andersson – Produzent
- Baillie Walsh – Regisseur
- Johan Renck – Co-Produzent
- Wayne McGregor – Bewegungsregisseur, Choreograph
- Steve Aplin – Bewegungsregisseur
- Ben Morris – Verantwortlicher für die visuellen Effekte
- Shynola – „Rora“-Videoeinspielungen
- Stufish Entertainment Architekten – ABBA-Arena

Körperdoubles:
- William Collins – Björn-Double
- Sonya Cullingford – Frida-Double
- Max Hessman – Benny-Double
- Isabel La Cras – Agnetha-Double
- Liv Austen – Agnetha Zweitbesetzung
- Heather Birley – Frida Zweitbesetzung
- Leo Elso – Benny Zweitbesetzung
- James Pattison – Björn Zweitbesetzung

Garderobe:
- Bea Åkerlund – Hauptkostümbildnerin
- Manish Arora – Kostümbildner
- Roth House – Kostümbildnerin
- Michael Schmidt – Kostümbildner
- Dolce & Gabbana – Kostümbildner[38]
- Erevos Aether – Kostümbildner
- Carolin Holzhuber – Schuhdesignerin
- Terry de Havilland – Schuhdesignerin

## ABBA-Arena

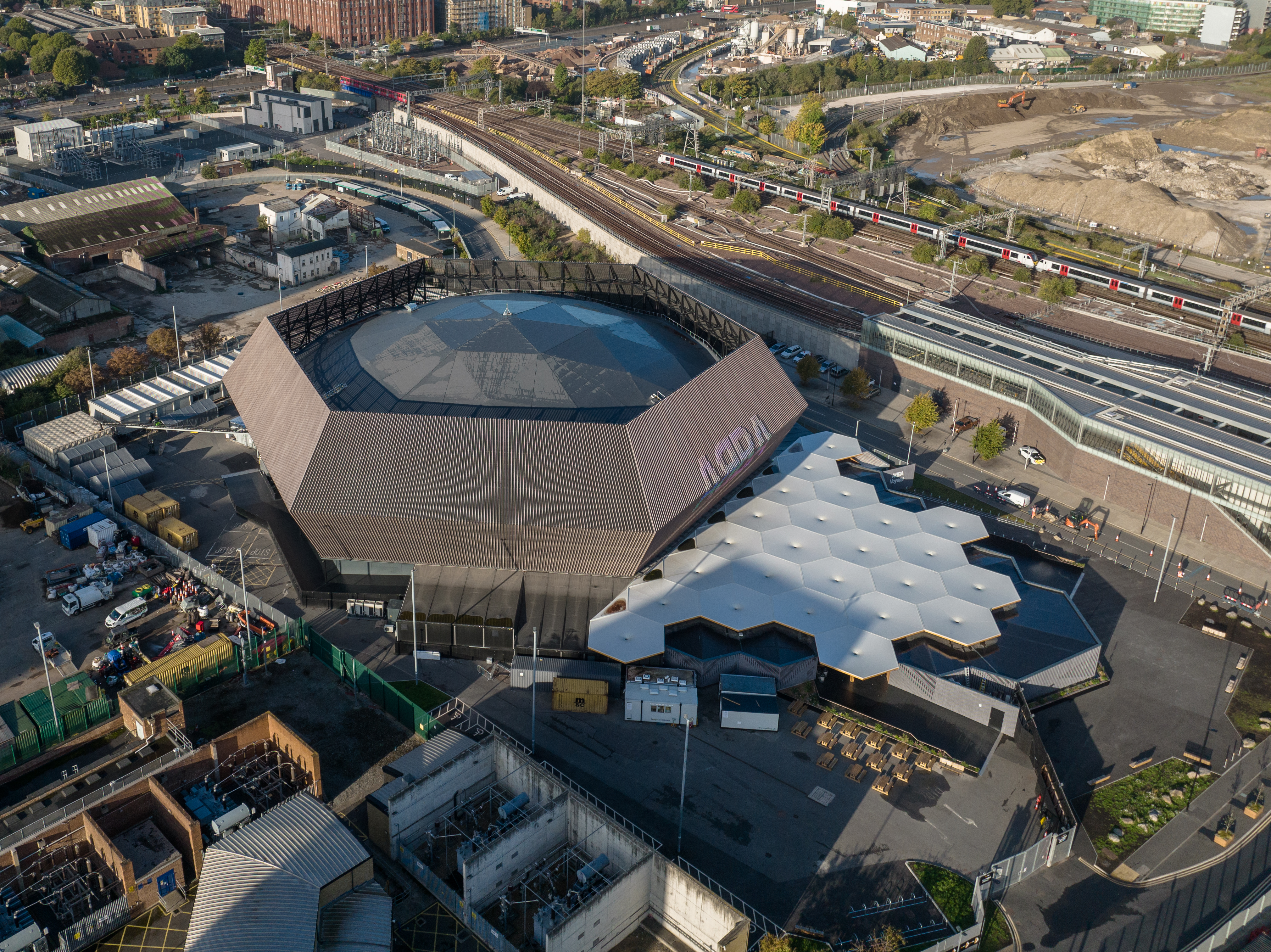
ABBA Arena London, 11. Oktober 2022

Die Abba-Arena im Olympiapark London wurde im Mai 2022 speziell für Abba Voyage von Stufish Entertainment Architects fertiggestellt. Die Struktur der 25,5 m hohen, sechseckigen hexagonalen Arena besteht aus Stahl und Brettsperrholz und ist vollständig demontierbar, um eine spätere Verlegung zu ermöglichen. Die Arena ist für 1650 Sitzplätze und 1350 Stehplätze ausgelegt und wird noch bis Ende Januar 2026 in London gastieren.

## Setlist
Die folgende Setlist stammt vom Eröffnungskonzert am 26. Mai 2022 in der ABBA-Arena in London und ist nicht repräsentativ für alle Konzerte während der Dauer der Konzertreihe. 2025 wurden Super Trouper, Money, Money, Money und The Name of the Game ergänzt.
Akt 1
1. „Skallgång“ (Einleitung)
2. „The Visitors“
3. „Hole in Your Soul“
4. „SOS“
5. „Knowing Me, Knowing You“

Akt 2
1. „Chiquitita“
2. „Fernando“
3. „Mamma Mia“
4. „Does Your Mother Know“
5. „Eagle“ (Zeichentrick-Video)

Akt 3
1. „Lay All Your Love on Me“ (Video-Clip)
2. „Summer Night City“
3. „Gimme! Gimme! Gimme! (A Man After Midnight)“
4. „Voulez-Vous“ (Zeichentrick-Video)

Akt 4
1. „When All Is Said and Done“
2. „Don't Shut Me Down“
3. „I Still Have Faith in You“
4. „Waterloo“ (Video des ESC 1974-Auftritts)

Akt 5
1. „Thank You for the Music“
2. "Dancing Queen

Zugabe
1. „The Winner Takes It All“
2. „I Wonder (Departure)“ (instrumental outro)

## Rezeption
Bei der Premiere von ABBA Voyage waren viele Prominente anwesend, darunter Kylie Minogue, Keira Knightley, Kate Moss, Sharleen Spiteri und Carola Häggkvist sowie Mitglieder der schwedischen Königsfamilie, darunter Carl XVI Gustaf und Königin Silvia. Mark Sutherland von Variety schrieb, dass das Publikum während des Konzerts stehende Ovationen spendete. Nach der 90-minütigen Avatar-Performance kamen die vier ABBA-Mitglieder auf die Bühne und zogen den Vorhang zu.

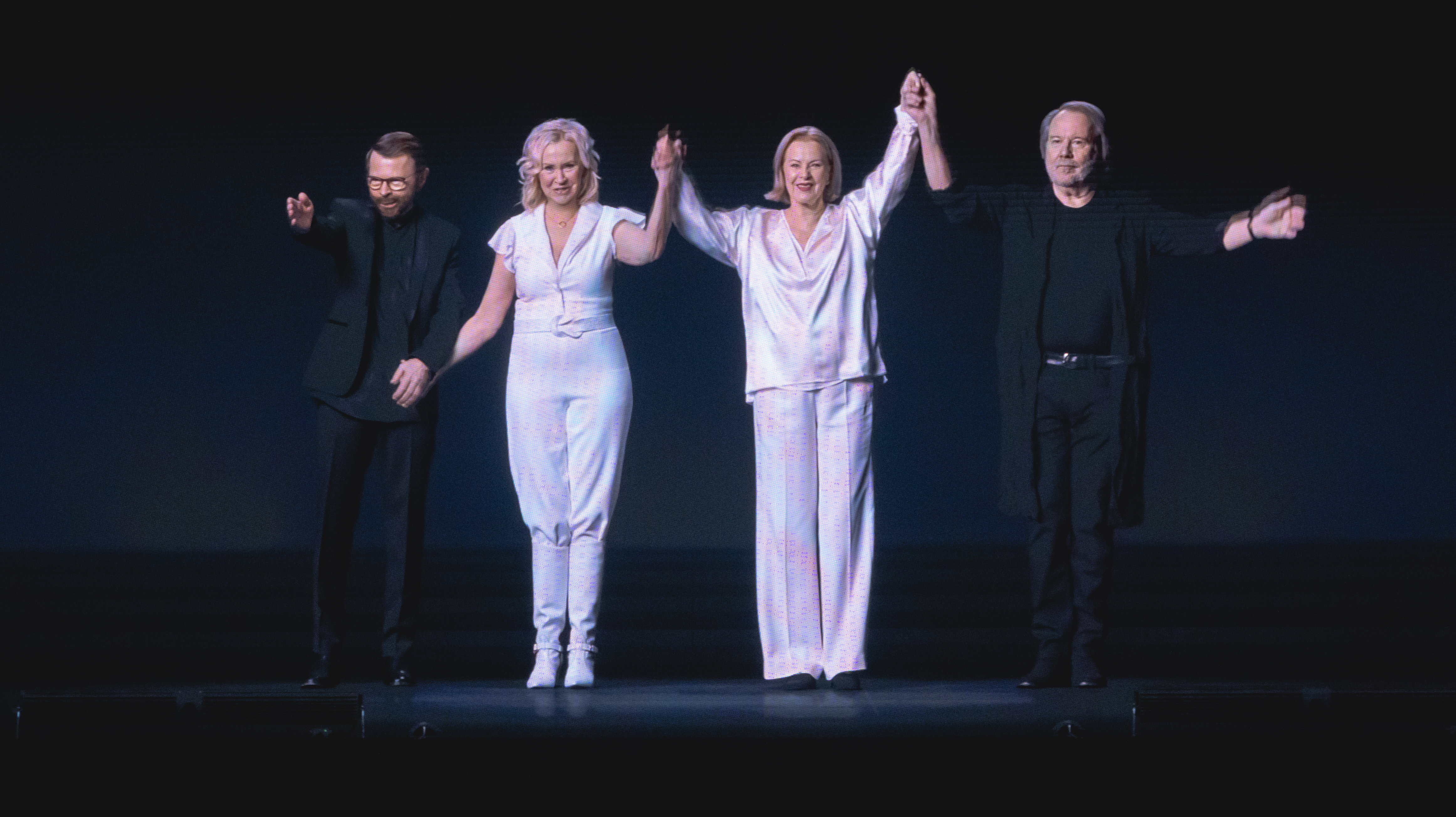
ABBA bei einer aufgezeichneten Zugabe für ABBA Voyage.

Der Veranstaltungsort hat Stand September 2023 einen nahezu perfekten Besucherrekord mit einem zu 99 % ausverkauften Haus jeden Abend. Die Show läuft siebenmal pro Woche und nimmt wöchentlich mehr als 2 Millionen US-Dollar ein, bei einem durchschnittlichen Ticketpreis von etwa 105 Dollar.

Laut den Produzenten von ABBA Voyage haben über eine Million Menschen die Show im ersten Jahr gesehen. Von ihnen kamen 181.000 Konzertbesucher aus dem Ausland nach London. Somit habe die Veranstaltung zwischen Mai 2022 und Mai 2023 einen Umsatz von 322,6 Millionen Pfund und eine Bruttowertschöpfung von 177,7 Millionen Pfund für die Londoner Wirtschaft erbracht. Zusätzlich seien auch 5.075 Arbeitsplätze, die direkt mit dem Konzert in Verbindung standen, und in anderen Sektoren, die durch die Ausgaben der Besucher von ABBA Voyage unterstützt wurden, entstanden.

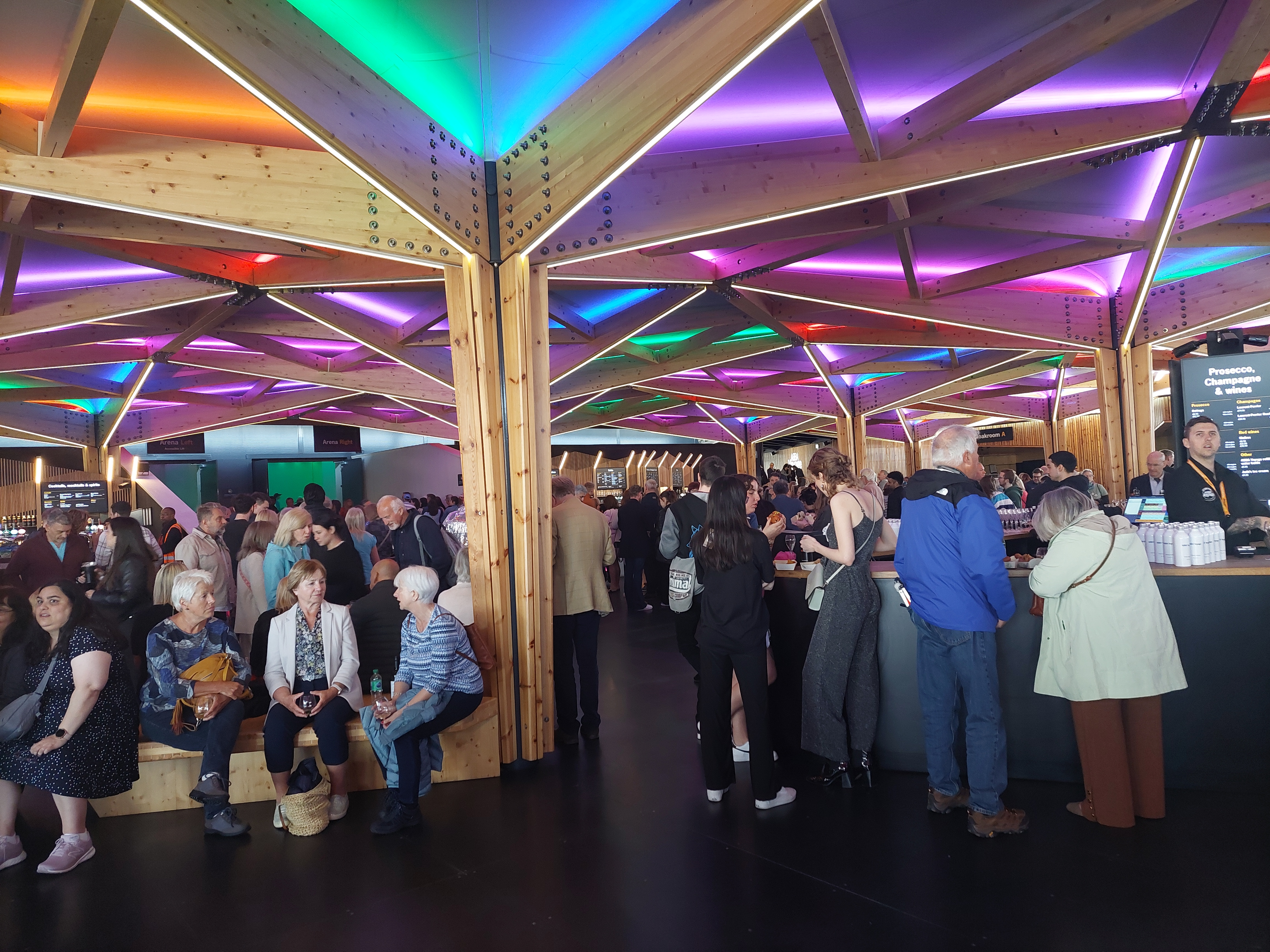
Menschen warten auf das digitale Konzert von ABBA Voyage in London (2023)

Bis Ende 2024 konnten rund 3 Millionen Tickets verkauft werden. Laut einer Analyse des Beratungsunternehmens Sound Diplomacy hat ABBA Voyage in den ersten zwei Jahren einen Umsatz von 1,4 Milliarden Pfund generiert generiert, durch Ticketverkäufe und Ausgaben der Besucher. Somit soll die Bruttowertschöpfung für die britische Wirtschaft auf fast 775 Millionen Pfund, die sich aus der Summe der Verkäufe abzüglich der Produktions- und anderer Betriebskosten errechnet, angewachsen sein.
Zum Eurovision Song Contest 2024 in Malmö traten die ABBAtare im Rahmenprogramm auf.